# Escanecrabe
Escanecrabe (em occitano:  Escanacraba) é uma comuna francesa na região administrativa da Occitânia, no departamento do Alto Garona. Estende-se por uma área de 16.07 km², com 245 habitantes, segundo o censo de 2018, com uma densidade de 15 hab/km².